# Fontenay-de-Bossery
Fontenay-de-Bossery település Franciaországban, Aube megyében. Lakosainak száma 70 fő (2022. január 1.). Fontenay-de-Bossery Bouy-sur-Orvin, Fontaine-Mâcon, Gumery, La Motte-Tilly, Nogent-sur-Seine és Traînel községekkel határos.

## Népesség
A település népességének változása:
| Lakosok száma | 88   | 75   | 81   | 80   | 76   | 74   | 72   | 71   | 71   | 70   |
|               | 1968 | 1982 | 1990 | 2006 | 2013 | 2015 | 2017 | 2019 | 2020 | 2022 |